# Sylvilagus graysoni
Il silvilago delle Tres Marías (Sylvilagus graysoni Allen, 1877), o coniglio delle Tres Marías, è una rara specie di Leporide endemica delle quattro isole messicane di Isole Marías (500 km² in tutto), appartenenti allo stato di Nayarit.
Se ne conoscono due sottospecie: una, S. g. graysoni, originaria delle isole di María Madre, María Magdalena e María Cleofas, e l'altra, S. g. badistes, dell'isola di San Juanito. 
Alla fine del XIX secolo questo coniglio era ancora molto abbondante nella sua roccaforte insulare, ma nel 1987 una spedizione non ne avvistò nemmeno un esemplare sulle tre isole principali, dove si suppone che sia ormai estinto. Ne rimane solo uno sparuto gruppetto sull'isolotto di San Juanito.